# Cryptogramophone Records
Cryptogramophone Records is een jazz-platenlabel uit Los Angeles. Violist Jeff Gauthier richtte het in 1998 op om muziek uit te brengen van zijn overleden vriend, de bassist Eric Von Essen.
Het label richtte zich later op het uitbrengen van platen van vooruitstrevende jazz-musici aan de West Coast, die de wereld van improvisatie en compositie verkennen. Artiesten die op het label platen uitbrachten, zijn onder meer Mark Dresser, Myra Melford, Nels Cline, Alex Cline, Don Preston, Erik Friedlander en Bennie Maupin. Het label sponsort tevens concerten in Club Tropical in Los Angeles.